# John Resig
John Resig, född 8 maj 1984, är en amerikansk mjukvaruutvecklare och entreprenör. Han är mest känd för att ha skapat JavaScript-biblioteket jQuery 2006. Resig är utbildad vid Rochester Institute of Technology, och det var under studietiden han skapade den första versionen av jQuery.